# Međaši slobodnog zidarstva
Međaši slobodnog zidarstva ili masonski međaši (engl. Masonic Landmarks) su skup načela za koje mnogi slobodni zidari tvrde da su drevni i nepromjenjivi propisi slobodnog zidarstva. Pitanje "regularnosti" masonske lože, velike lože ili velikog orijenta se određuje u kontekstu međa. Budući da je svaka velika loža samostalna, bez ijednog tijela koje vrši vlast nad cijelim slobodnim zidarstvom, tumačenja ovih načela mogu se i razlikovati, što dovodi i do polemika oko priznavanja. Različite slobodnozidarske nadležnosti imaju različite međaše.

## Podrijetlo
Prema Percyju Jantzu, slobodnozidarski pojam međaš ima biblijsko podrijetlo. On navodi Mudre izreke 22,28: "Ne pomiči prastare međe koju su postavili oci tvoji." što se odnosi na kamene stupove postavljene za označavanje granica na zemlji. Dalje citira židovski zakon: "Ne uklanjaj međe svojih susjeda, koje su oni davno postavili u tvoje nasljedstvo," da naglasi kako ove međe označavaju nasljedstvo. Američki liječni i pisac Albert Mackey proširuje navedno povijesnim značajem međa: "Univerzalni jezik i univerzalni zakoni slobodnog zidarstva su međe, ali nisu i lokalne ceremonije, zakoni i običaji koji se razlikuju u različitim zemljama. Pokušaj izmjene ili uklanjanja ovih svetih međa... jedno je od najgroznijih kaznenih djela koje slobodni zidar može počiniti." Mark Tabbert vjeruje da stvarna pravila i propisi postavljeni u ranim masonskim međama proizlaze iz potraživanja srednjovjekovnih klesara.

## Povijest
Prema Općim propisima koje je objavila prva Velika loža Engleske 1723. godine "svaka velika loža ima suštinsku moć i autoritet donositi nove propise ili ih mijenjati, radi istinske svrhe ovog drevnog bratstva; pod uvjetom da se uvijek pažljivo održavaju stare međe." Međutim, ovi međaši nisu definirani ni na koji način. George Oliver je 1844. godine napisao kako neke nadležnosti ograničavaju definiciju masonskih međaša samo na "znakove, rukovanja i riječi", dok druge uključuju ceremonije, inicijacije te podizanje kandidata. Neke također uključuju rekvizite, namještaj i regalije lože ili njihove karakteristične simbole. Oliver je 1863. godine objavio Slobodnu zidarsku riznicu u kojoj je naveo 40 međaša. Albert Mackey se nadovezao na oba ova popisa i primijetio da je najpouzdanija metoda definiranja međaša kao "one drevne, a time i univerzalne običaje reda, koji su ili postupno prerasli u akciju kao pravila djelovanja, ili ako ih je nadležno tijelo istodobno donijelo na način da su usvojeni u razdoblju toliko dalekom da u povijesnim zapisima nema podataka o njihovom podrijetlu."

### Mackeyevih 25 međaša
Prvi značajniji postupak definiranja međaša slobodnog zidarstva bio je 1858. godine, kada je Albert Mackey definirao ukupno 25 međaša:
1. bratski načini prepoznavanja članova,
2. podjela slobodnog zidarstva na tri simbolička stupnja;
3. simbolička legenda o Hiramu Abiffu;
4. upravljanje bratstvom od strane velikog majstora;
5. pravo velikog majstora je predsjedavanje svih okupljanja plavih loža;
6. pravo velikog majstora da izdaje dozvole za dodjelu stupnjeva u izvanrednim okolnostima;
7. pravo velikog majstora da izdaje dozvole za osnivanje i održavanje loža koje inače nisu ustanovljene;
8. pravo velikog majstora da inicira slobodne zidare po vlastitom nahođenju;
9. nužnost da se slobodni zidari okupljaju u ložama;
10. upravljanje ložama od strane starješine i dva nadzornika;
11. obveza da svaka loža, kada je okupljena, bude propisno čuvana od neovlaštenih osoba;
12. pravo svakog slobodnog zidara da bude zastupljen na svim općim skupovima plavih loža;
13. pravo svakog slobodnog zidara da se žali velikoj loži na odluke svoje lože;
14. pravo svakog slobodnog zidara da prisustvuje svakoj regularnoj loži;
15. zabrana prisustvovanja nepoznatih posjetitelja loži bez prethodne provjere i potvrde njihovog statusa;
16. zabrana miješanja jedne lože u poslove druge lože;
17. obveza svakog slobodnog zidara da poštuje zakone i propise nadležnosti u kojoj boravi;
18. uvjeti za primanje u slobodno zidarstvo: kandidat mora biti muškarac, punoljetan, tjelesno sposoban i rođen kao slobodan čovjek.
19. obveza vjere u postojanje Boga kao uvjet za članstvo;
20. obveza vjere u uskrsnuće i budući život kao uvjet za članstvo;
21. obveza da Sveta knjiga bude neizostavni dio postavke svake lože;
22. jednakost među slobodnim zidarima;
23. tajnost ustanove;
24. temeljenje spekulativne znanosti na operativnim umijećima te simbolička uporaba i tumačenje pojmova te umijeća u svrhu moralnog poučavanja;
25. niti jedan od ovih međaša ne može se promijeniti.

### Poundovih sedam međaša
Godine 1911., shvaćajući Mackeyevih 25 međaša kao sažetak masonskog "općeg prava", pravnik Roscoe Pound (1870. – 1964.) je izdvojio njih sedam kao međaše:
1. vjerovanje u Vrhovno biće (19.);
2. vjerovanje u besmrtnost duše (20.);
3. Knjiga svetog zakona neizostavan je dio "namještaja" (ili postavke) lože (21.);
4. legenda o tri stupnja (3.);
5. tajnost [ne navodeći koja] (11., 23.);
6. simbolika operativnog zidarstva (24.);
7. sloboni zidar mora biti muškarac, slobodan i punoljetan (18.).

## Moderna tumačenja
U prošlom stoljeću nekoliko američkih velikih loža pokušalo je prebrojati međaše, od Zapadne Virginije (7) i New Jerseyja (10) do Nevade (39) i Kentuckyja (54). Pedesetih godina prošlog stoljeća Povjerenstvo za informiranje o priznavanju pri  Konferenciji velikih majstora slobodnih zidara u Sjevernoj Americi  podržala je tri "drevna međaša":
1. monoteizam – nepromjenjiva i trajna vjera u Boga;
2. Svezak svetog zakona – bitan dio postavke lože;
3. zabrana rasprava o religiji i politici (unutar lože).

## Vanjske poveznice
- Landmarks and Old Charges